# Boris Koprivnikar
Boris Koprivnikar, slovenski politik, * 6. april 1966, Kranj.
V 12. slovenski vladi pod vodstvom Mira Cerarja je bil imenovan za ministra za javno upravo in podpredsednika vlade.
| Politične funkcije        | Politične funkcije                                       | Politične funkcije     |
| ------------------------- | -------------------------------------------------------- | ---------------------- |
| Predhodnik: Gregor Virant | Minister za javno upravo Republike Slovenije 2014 - 2018 | Naslednik: Rudi Medved |